# Ce soir je t'attendais
Chansons représentant le Luxembourg au Concours Eurovision de la chanson
Poupée de cire, poupée de son
(1965) L'amour est bleu
(1967)
Singles de Michèle Torr
La Grande Chanson
(octobre 1965) Le Film est trop long
(été 1966)
Ce soir je t'attendais est une chanson écrite par Jacques Chaumelle, composée par Bernard Kesslair et interprétée par la chanteuse française Michèle Torr, parue sur l'album éponyme et sortie en 45 tours en 1966.
C'est la chanson représentant le Luxembourg au Concours Eurovision de la chanson 1966 se déroulant à Luxembourg. C'est la première participation de Michèle Torr à l'Eurovision, elle représente ensuite Monaco en 1977 avec la chanson Une petite Française.
Michèle Torr a également enregistré la chanson dans des versions en allemand, anglais, espagnol et italien, respectivement sous les titres de Er kommt heute Abend zu mir (« Il vient me voir ce soir »), Only Tears Are Left for Me (« Il ne reste que des larmes pour moi »), Te esperaba (« Je t'attendais ») et Stasera ti aspettavo.

## À l'Eurovision
La chanson est intégralement interprétée en français, langue nationale, comme l'impose la règle de 1966 à 1972. L'orchestre est dirigé par Jean Roderès.
Ce soir je t'attendais est la quatrième chanson interprétée lors de la soirée, après Un peu de poivre, un peu de sel de Tonia pour la Belgique et avant Brez besed de Berta Ambrož pour la Yougoslavie.
À l'issue du vote, elle obtient 7 points et se classe 10e, à égalité avec les chansons Die Zeiger der Uhr de Margot Eskens pour l'Allemagne et Playboy d'Ann-Christine pour la Finlande, sur 18 chansons,.

## Liste des titres
| A1. | Ce soir je t'attendais     | Jacques Chaumelle | Bernard Kesslair             | 2:52 |
| A2. | Notre amour n'est pas mort | Pierre Cour       | André Popp                   | 2:12 |
| B1. | J'ai brûlé ta lettre       | Pierre Cour       | Bernard Kesslair             | 2:50 |
| B2. | Je t'aime tant             | Bob du Pac        | Bob du Pac, Jean-Loup Chauby | 2:10 |

## Classements

### Classements hebdomadaires
| Classement (1966)               | Meilleure position |
| ------------------------------- | ------------------ |
| Belgique (Wallonie Ultratip 50) | Tip                |

## Historique de sortie
| Pays        | Titre                          | Date         | Format            | Label   |
| ----------- | ------------------------------ | ------------ | ----------------- | ------- |
| France,     | Ce soir je t'attendais         | avril 1966   | super 45 tours    | Mercury |
| France,     | Ce soir je t'attendais         | 1966         | 45 tours juke-box | Mercury |
| Grèce       | Ce soir je t'attendais         | 1966         | 45 tours          | Mercury |
| Norvège     | Ce soir je t'attendais         | 1966         | 45 tours          | Mercury |
| Pays-Bas    | Ce soir je t'attendais         | 1966         | 45 tours          | Mercury |
| Allemagne   | Er kommt heute Abend zu mir    | 1966         | 45 tours          | Mercury |
| Espagne     | Te esperaba (Canta en español) | 1966         | super 45 tours    | Mercury |
| Italie      | Stasera ti aspettavo           | 1966         | 45 tours          | Mercury |
| Royaume-Uni | Only Tears Are Left for Me     | février 1966 | 45 tours          | Fontana |